# Miyoshi (Saitama)
Miyoshi (三芳町?) è una cittadina giapponese della prefettura di Saitama.